# العلاقات التونسية الجنوب سودانية
العلاقات التونسية الجنوب سودانية هي العلاقات الثنائية التي تجمع بين تونس وجنوب السودان.

## مقارنة بين البلدين
هذه مقارنة عامة ومرجعية للدولتين:
| وجه المقارنة                                              | تونس                                       | جنوب السودان                  |
| --------------------------------------------------------- | ------------------------------------------ | ----------------------------- |
| المساحة (كم2)                                             | 163.61 ألف                                 | 619.75 ألف                    |
| عدد السكان (نسمة)                                         | 11.53 مليون                                | 12.58 مليون                   |
| الكثافة السكانية (ن./كم²)                                 | 70.47                                      | 20.3                          |
| العاصمة                                                   | تونس                                       | جوبا                          |
| اللغة الرسمية                                             | اللغة العربية                              | لغة إنجليزية                  |
| العملة                                                    | دينار تونسي                                | جنيه جنوب سوداني، جنيه سوداني |
| الناتج المحلي الإجمالي (بليون دولار)                      | 40.26 مليار                                | 2.90 مليار                    |
| الناتج المحلي الإجمالي (تعادل القوة الشرائية) بليون دولار | 129.05 مليار                               | 22.88 مليار                   |
| الناتج المحلي الإجمالي الاسمي للفرد دولار أمريكي          | 3.87 ألف                                   | 73                            |
| الناتج المحلي الإجمالي للفرد دولار أمريكي                 | 11.44 ألف                                  | 2.02 ألف                      |
| مؤشر التنمية البشرية                                      | 0.721                                      | 0.467                         |
| رمز المكالمات الدولي                                      | +216                                       | +211                          |
| رمز الإنترنت                                              | .tn                                        | .ss                           |
| المنطقة الزمنية                                           | ت ع م+01:00، توقيت وسط أوروبا، ت ع م+02:00 | ت ع م+03:00                   |

## منظمات دولية مشتركة
يشترك البلدان في عضوية مجموعة من المنظمات الدولية، منها:
| علم المنظمة | اسم المنظمة                               | تاريخ انضمام تونس | تاريخ انضمام جنوب السودان |
| ----------- | ----------------------------------------- | ----------------- | ------------------------- |
|             | يونسكو                                    | 8 نوفمبر 1956     | 27 أكتوبر 2011            |
|             | مؤسسة التمويل الدولية                     | 25 يوليو 1962     | 18 أبريل 2012             |
|             | المركز الدولي لتسوية المنازعات الاستشارية | 14 أكتوبر 1966    | 18 مايو 2012              |
|             | مؤسسة التنمية الدولية                     | 30 ديسمبر 1960    | 18 أبريل 2012             |
|             | الاتحاد الأفريقي                          | ?                 | ?                         |
|             | وكالة ضمان الاستثمار متعدد الأطراف        | 7 يونيو 1988      | 18 أبريل 2012             |
|             | منظمة الشرطة الجنائية الدولية             | ?                 | ?                         |
|             | الأمم المتحدة                             | 12 نوفمبر 1956    | 14 يوليو 2011             |
|             | الاتحاد البريدي العالمي                   | ?                 | ?                         |
|             | البنك الدولي للإنشاء والتعمير             | 14 أبريل 1958     | 18 أبريل 2012             |
|             | الاتحاد الدولي للاتصالات                  | 14 ديسمبر 1956    | 3 أكتوبر 2011             |
|             | البنك الإفريقي للتنمية                    | ?                 | ?                         |

## وصلات خارجية
- موقع وزارة الخارجية التونسية
- موقع وزارة الخارجية الجنوب سودانية